# Cinclocerthia gutturalis
El cocobino gris (Cinclocerthia gutturalis) es una especie de ave paseriforme de la familia Mimidae endémica de Martinica y Santa Lucía.

## Taxonomía
Se reconocen dos subespecies
- C. g. gutturalis, presente en la isla de Martinica;
- C. g. macrorhyncha, de la isla de Santa Lucía y que algunos expertos consideran una especie aparte.

## Estornino blanco

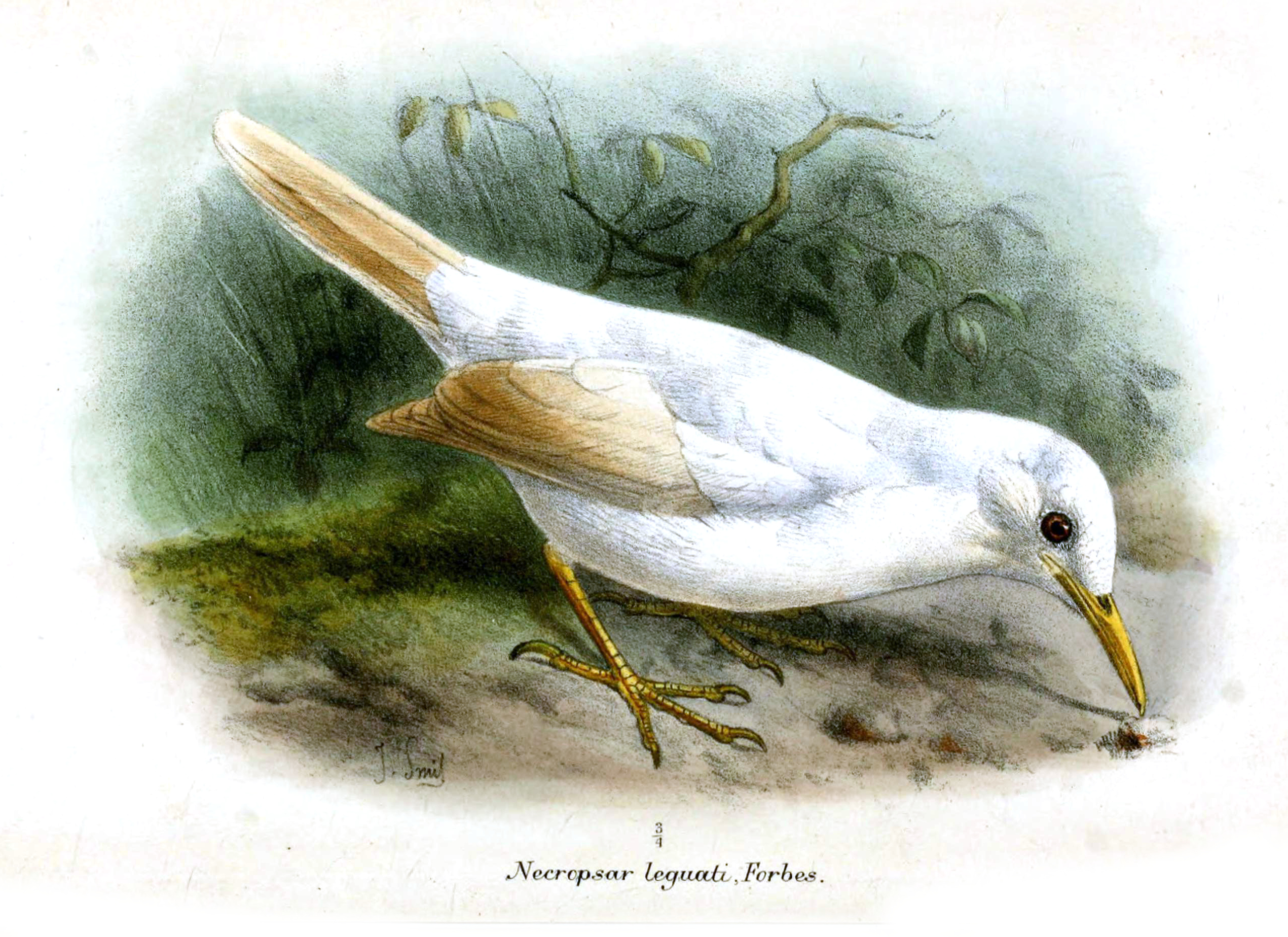
Ilustración del espécimen que se denominó "Necropsar leguati".

En 1898 se descubrió en el museo Mundial de Liverpool una piel con plumaje blanco. El espécimen había pertenecido a Edward Smith-Stanley, 13º conde de Derby y que consiguió a través de su recolector Jules Verreaux en 1850, y estaba en exhibición en el museo de Liverpool desde entonces. Se creía que pertenecía a un estornino extinto de las islas Mascareñas, descrito por Henry Ogg Forbes con el nombre de Necropsar leguati y que había sido dibujado por el ilustrador John Gerrard Keulemans. Esta especie estaría emparentada con el también extinto estornio blanco de las Mascareñas Necropsar rodericanus. Sin embargo, en abril de 2000 los análisis de ADN de la piel realizados en el instituto Smithsoniano dirigidos por Storrs Olson demostraron que el espécimen de Liverpool no era más que un ejemplar albino de C. g. gutturalis identificado erróneamente.